# Japon aux Jeux olympiques d'été de 1932
Le Japon participe aux Jeux olympiques d'été de 1932 à Los Angeles en Californie. A cette occasion, la délégation nippone réalise une remarquable moisson de médailles : 18 dont 7 en or. Ce qui lui vaut de se situer à la 5e place au classement des nations. C'est la meilleure performance collective du Japon jusqu’alors aux Jeux olympiques d'été. En termes de sport, le principal pourvoyeur de médailles de ce pays est la Natation qui voit les Japonais conquérir pas moins de 12 médailles dont 5 en or. Une performance qui leur permet de figurer en tête du tableau des médailles de la Natation, devant la délégation des États-Unis.

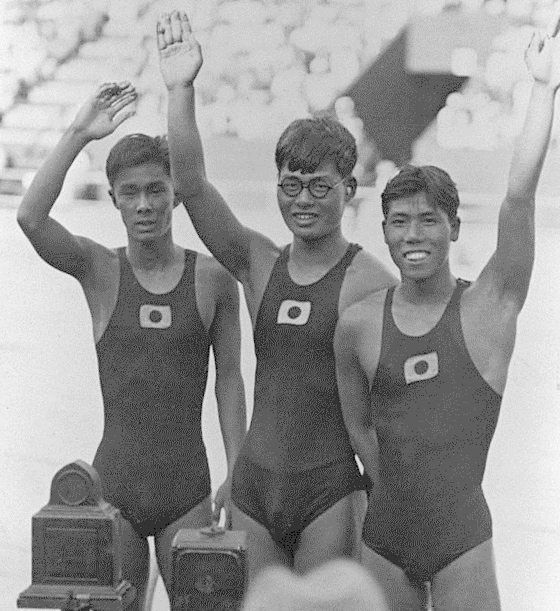
Le podium du 100 m dos exclusivement japonais : Kiyokawa en or, Irie en argent et Kawatsu en bronze.

## Médaillés
| Médaille            | Nom | Sport            | Épreuve                             |  |
| ------------------- | --- | ---------------- | ----------------------------------- |  |
| Médaille d'or       | Takeichi Nishi | Équitation       | Épreuve individuelle                |  |
| Médaille d'or       | Chūhei Nanbu | Athlétisme       | Triple saut                         |  |
| Médaille d'or       | Masaji Kiyokawa | Natation         | 100 m dos masculin                  |  |
| Médaille d'or       | Yasuji Miyazaki | Natation         | 100 m nage libre masculin           |  |
| Médaille d'or       | Kusuo Kitamura | Natation         | 1500 m nage libre masculin          |  |
| Médaille d'or       | Yasuji Miyazaki Masanori Yusa Takashi Yokoyama Hisakichi Toyoda | Natation         | Relai 4 × 200 m nage libre masculin |  |
| Médaille d'or       | Yoshiyuki Tsuruta | Natation         | 200 m brasse masculin               |  |
| Médaille d'argent   | Shuhei Nishida | Athlétisme       | Saut à la perche masculin           |  |
| Médaille d'argent   | Tatsugo Kawaishi | Natation         | 100 m nage libre masculin           |  |
| Médaille d'argent   | Shozo Makino | Natation         | 1500 m nage libre masculin          |  |
| Médaille d'argent   | Reizo Koike | Natation         | 200 m brasse masculin               |  |
| Médaille d'argent   | Toshio Irie | Natation         | 100 m dos masculin                  |  |
| Médaille d'argent   | Hideko Maehata | Natation         | 200 m brasse féminin                |  |
| Médaille d'argent   | Équipe du Japon de hockey sur gazon \| Shunkichi Hamada \| \| Hiroshi Nagata \| \| \| \| Junzo Inohara \| \| Eiichi Nakamura \| \| \| \| Sadayoshi Kobayashi \| \| Yoshio Sakai \| \| \| \| Haruhiko Kon \| \| Katsumi Shibata \| \| \| \| Kenichi Konishi \| \| Toshio Usami \| \| \| | Hockey sur gazon | Hockey sur gazon                    |  |
| Médaille de bronze  | Chūhei Nanbu | Athlétisme       | Saut en longueur masculin           |  |
| Médaille de bronze  | Kenkichi Oshima | Athlétisme       | Triple saut masculin                |  |
| Médaille de bronze  | Tsutomu Ōyokota (en) | Natation         | 400 m nage libre masculin           |  |
| Médaille de bronze  | Kentaro Kawatsu | Natation         | 100 m dos masculin                  |  |
| Shunkichi Hamada    | | Hiroshi Nagata   |                                     |  |
| Junzo Inohara       | | Eiichi Nakamura  |                                     |  |
| Sadayoshi Kobayashi | | Yoshio Sakai     |                                     |  |
| Haruhiko Kon        | | Katsumi Shibata  |                                     |  |
| Kenichi Konishi     | | Toshio Usami     |                                     |  |

## Athlètes engagés par sport

### Aviron
| Athlète | Compétition                   | Séries        | Séries | Repêchage     | Repêchage | Finale | Finale |
| Athlète | Compétition                   | Temps         | Rang   | Temps         | Rang      | Temps  | Rang   |
| --- | ----------------------------- | ------------- | ------ | ------------- | --------- | ------ | ------ |
| Rokuro Takahashi Norio Ban Umetaro Shibata Daikichi Suzuki Shokichi Nanba                                                       | Quatre de pointe avec barreur | 7 min 16 s 80 | 3e (R) | 7 min 47 s 00 | 4e (E)    | NC     | NC     |
| Yoshio Enomoto Shigeo Fujiwara Saburo Hara Kenzo Ikeda Setsuo Matsura Taro Nishidono Toshi Sano Hidemitsu Tanaka Setsuji Tanaka | Huit                          | 6 min 43 s 40 | 3e (R) | 7 min 22 s 60 | 3e (E)    | NC     | NC     |

## Source de la traduction
- (en) Cet article est partiellement ou en totalité issu de l’article de Wikipédia en anglais intitulé « Japan at the 1932 Summer Olympics » (voir la liste des auteurs).